# Secteur pavé de Gruson
Pour les articles homonymes, voir Gruson (homonymie).
Le secteur pavé de Gruson (ou Pavé de l'arbre) est un secteur pavé de la course cycliste Paris-Roubaix situé dans la commune de Gruson d'une distance approximative de 1 100 m avec une difficulté actuellement classée deux étoiles.

## Description
Le secteur pavé permet de relier le secteur du Carrefour de l'Arbre à la commune de Gruson. L’accès au secteur se fait par la nationale reliant Cysoing et Baisieux (RD 90), une centaine de mètres après la sortie de celui du Carrefour de l'Arbre. Il emprunte sur quelques mètres la rue de Bourghelles avant de virer légèrement sur la gauche et d'arriver sur la rue dite Pavée de l'arbre jusqu'à son entrée dans la ville de Gruson à l'intersection de la rue Calmette et du Vert Chemin.
Les bas-côtés du secteur sont peu praticables car souvent détériorés par des nids de poule et partiellement inondés de flaques d’eau par temps pluvieux.

## Tour de France
Le secteur pavé est emprunté dans sa totalité lors de la cinquième étape du Tour de France 2014 dans le sens Gruson vers le Carrefour de l'Arbre. Il est le premier des neuf secteurs traversés de l'étape.

## Caractéristiques
- Longueur : 1 100 m
- Difficulté : 2 étoiles
- Secteur n° 3 (avant l'arrivée)

## Galerie photos

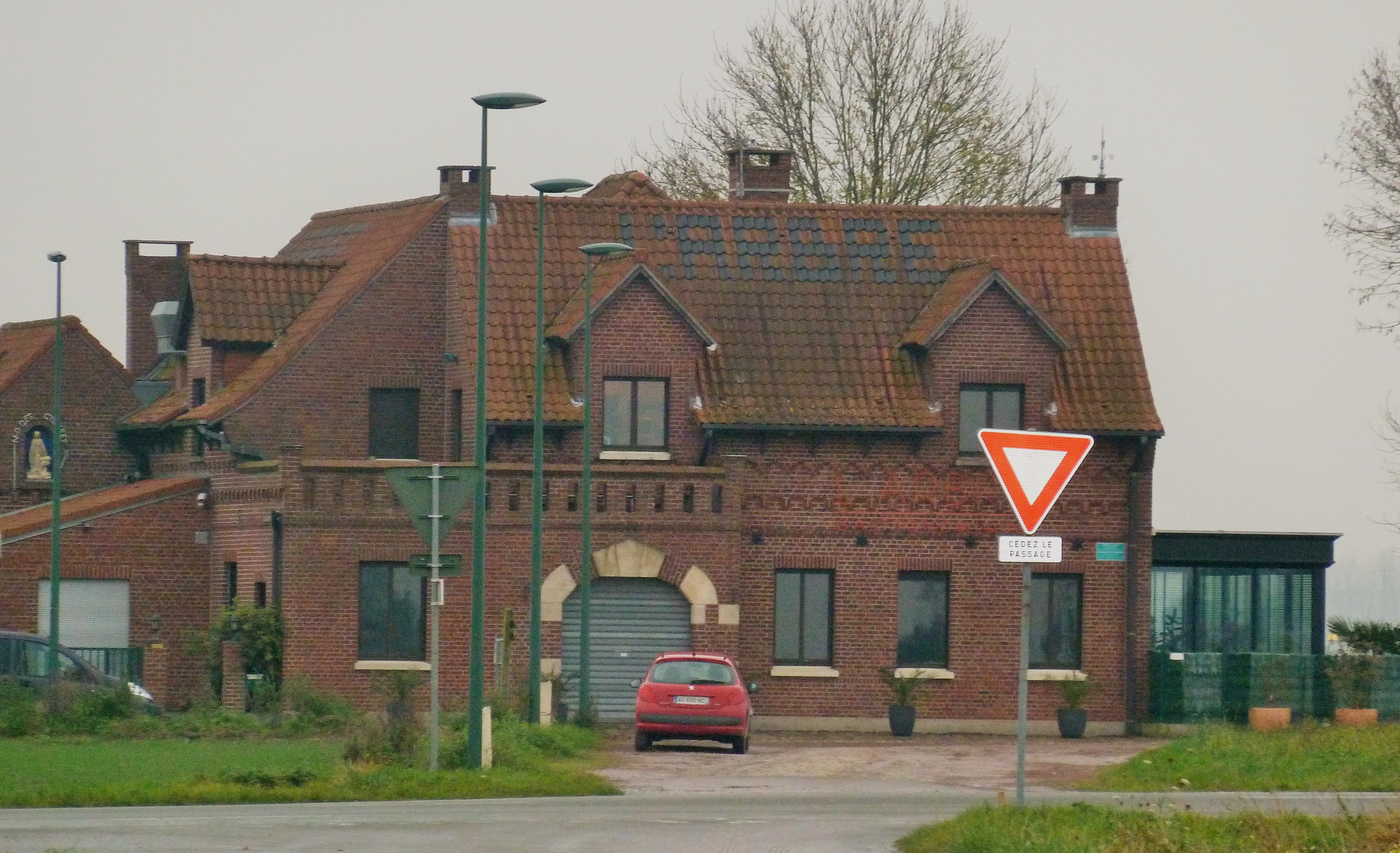
Carrefour de l'Arbre, juste avant l'entrée du secteur
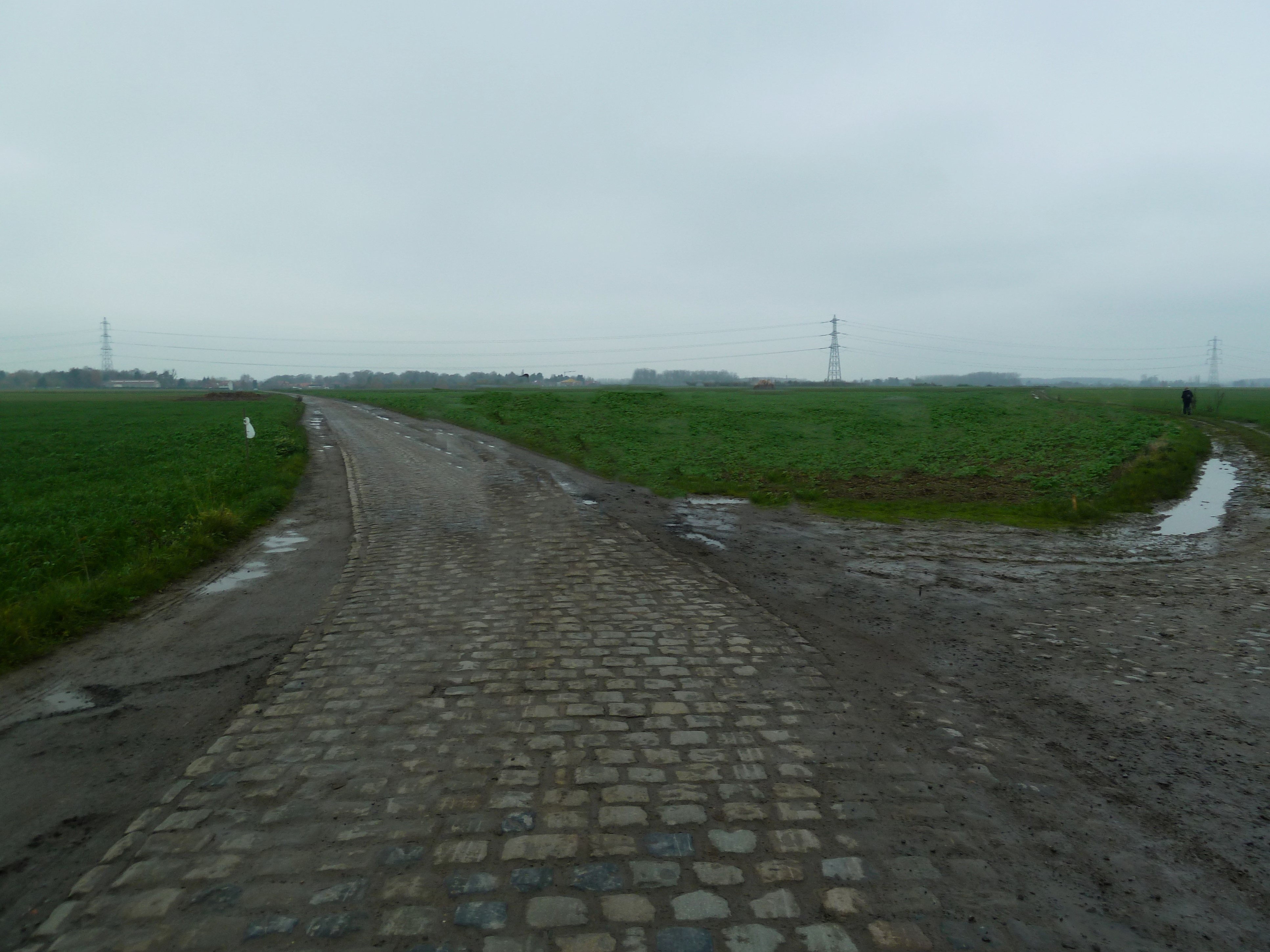
Début du secteur
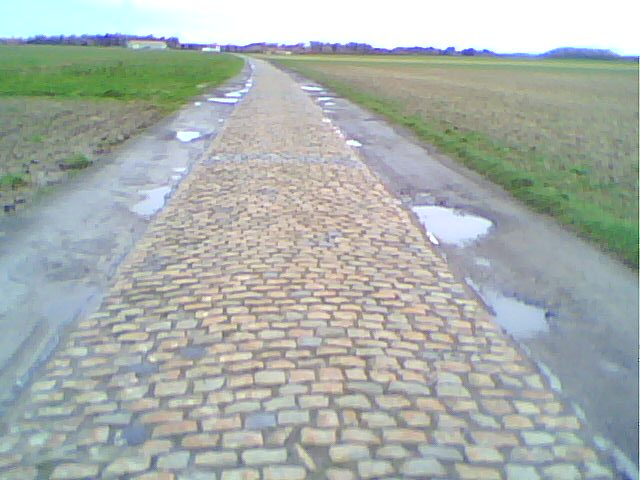
Milieu du secteur
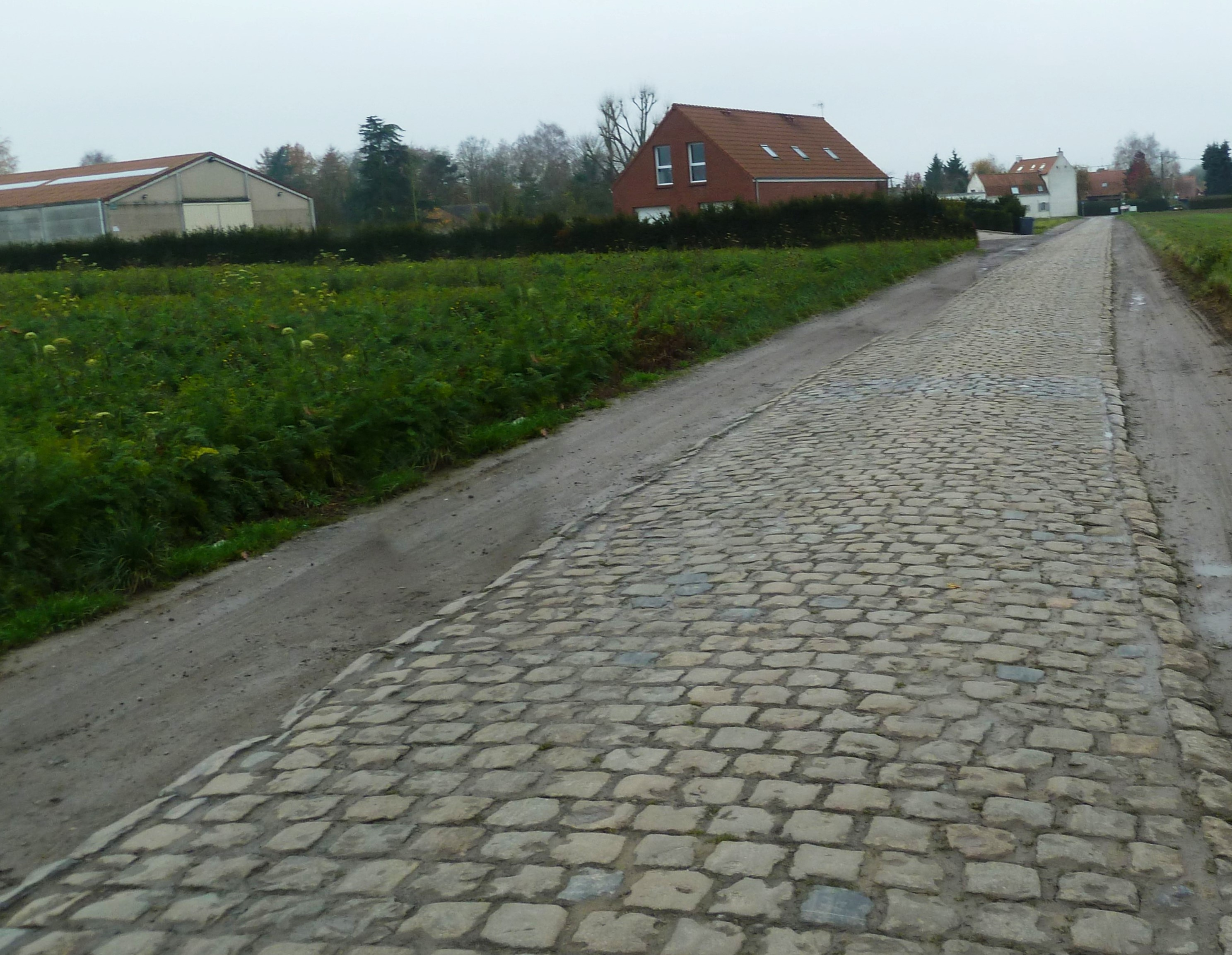
Fin du secteur